# Batalla de Noirmoutier (12 octubre 1793)
La batalla de Noirmoutier (12 octubre 1793) fou la segona batalla de Noirmoutier, va tenir lloc el 12 d'octubre de 1793 durant la Revolta de La Vendée. Acaba amb la victòria dels Vendeans que s'apoderen de l'illa de Noirmoutier.

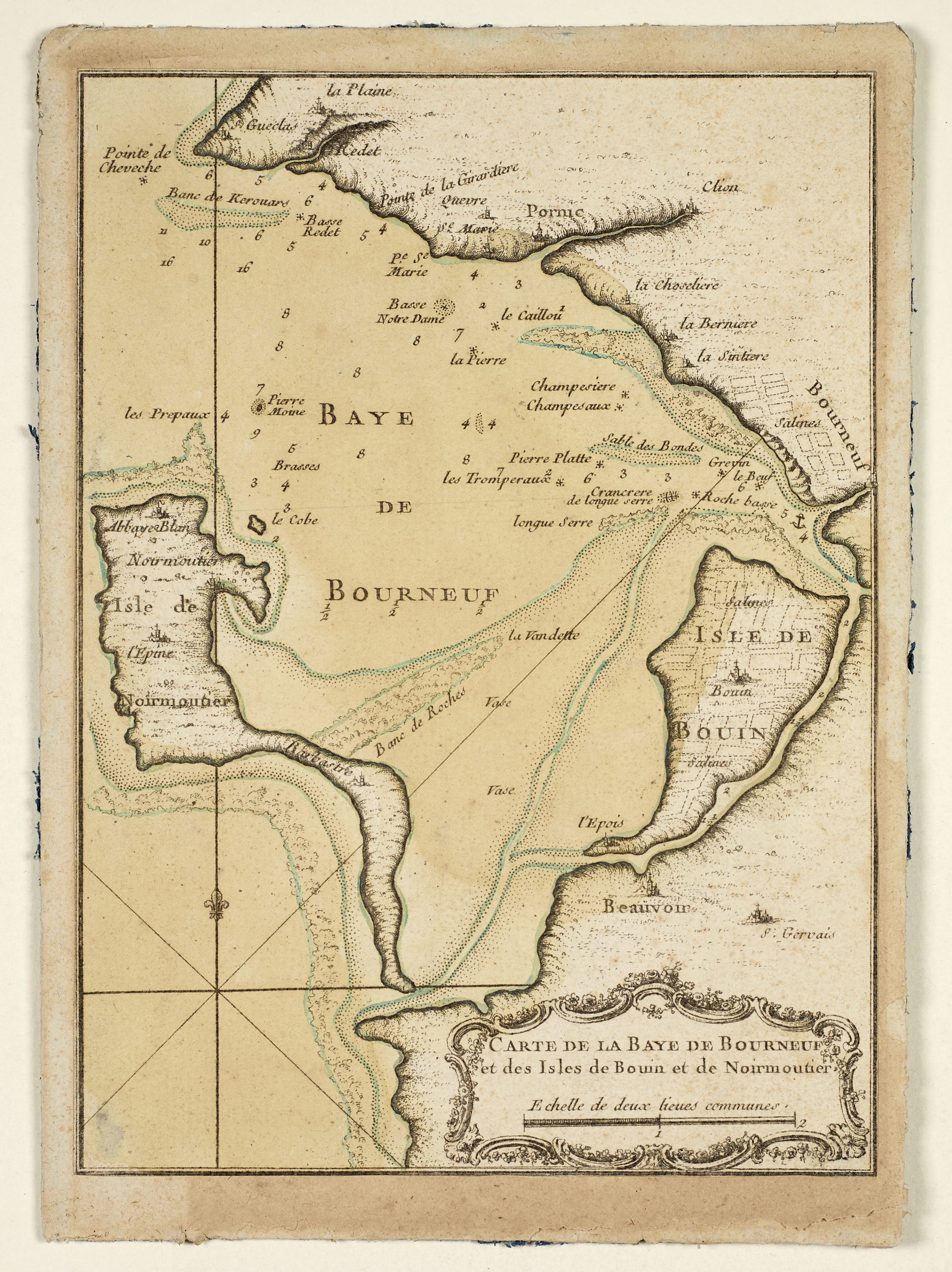
Mapa de la badia de Bourgneuf així com de les illes de Noirmoutier i Bouin, 1764, Musée de Bretagne.

## Preludi
A principis d'octubre de 1793, l'exèrcit d'Anjou i Haut-Poitou es trobava en dificultats als voltants de Cholet. El generalíssim Maurice D'Elbée i el general Charles de Bonchamps van enviar diverses cartes a Charette demanant-li que ataqués l'exèrcit de Magúncia per darrere, però no van obtenir resposta.
Charette, ignora o no rep aquestes trucades d'ajuda. Després del seu fracàs del 30 de setembre, va decidir llançar un nou atac contra l'illa de Noirmoutier. El 9 d'octubre va reunir les seves tropes a Legé, després es va traslladar cap a Machecoul, abans d'arribar a l'illa de Bouin la nit de l'11 al 121 d'octubre. Després de la seva marxa, Legé va ser ocupat per una columna republicana de 3.000 homes comandada pel general Nicolas Haxo.

## Nombre de forces
El nombre de bel·ligerants és poc conegut. Pel que fa als Vendeans, François de Charette estava al capdavant de 3.000 homes. segons Le Bouvier-Desmortiers i fonts reialistes. A les seves memòries, François Piet, aleshores oficial de l'exèrcit republicà i jutge de pau del cantó de Noirmoutier a la dècada de 1830, parla de 10.000 homes. Legrand, advocat de París, esmenta entre 15.000 i 20.000 agressors en una «memòria per a la vídua i els fills de Wieland»,
Al costat dels republicans, el general Jean-Michel Beysser va deixar una guarnició de 200 homes a Noirmoutier a l'abril sota les ordres del comandant del batalló Jean-Conrad Wieland. Poc després, va demanar 200 homes més, però no era segur que la guarnició s'hagués reforçat. A l'abril també s'havia format una companyia de 60 artillers per Beysser i posada sota el comandament d'un comerciant de l'illa, François Richer. Aquest últim també havia demanat al maig la formació d'una segona companyia, necessària segons ell per donar servei eficaçment a les set bateries de Noirmoutier. El reialista Le Bouvier-Desmortiers augmenta el nombre de republicans a 800 en el moment de l'atac de les tropes de Charette. El gruix de les tropes està format pel 5e bataillon de volontaires de la Manche.

## Desenvolupament
Després d'haver acampat a Bouin, els Vendeans van sortir al Pas del Gois la nit de l'11 al 12 d'octubre, a la 1 o a les 2 de la matinada. Charette decideix aquesta vegada participar en la marea pujant perquè les seves tropes no tinguin la possibilitat de retirar-se. Per no perdre's, probablement segueix el camí natural, senyalitzat uns mesos abans.
Cap a la una de la matinada, els vendens es van acostar sense incidents a l'illa i van assaltar la bateria de La Bassotière, que cobria l'entrada del Passage du Gois. François Richer, el comandant de la guàrdia nacional, hi troba la mort. Segons Le Bouvier-Desmortiers, va ser abatut pel mateix Charette, amb un tret de rifle. A 2. Aleshores es van conquerir les altres bateries, probablement amb l'ajuda dels habitants de Barbâtre, i a primera hora del matí, tot el sud de l'illa està en mans dels Vendeus.
Mentrestant, al nord de l'illa, a la localitat de Noirmoutier-en-l'Île, el comandant Wieland va arribar al port de La Chaise, on va organitzar l'embarcament i l'evacuació a Nantes de la seva dona i els seus fills.10. Tanmateix, els republicans creuen que intenta fugir, fet que provoca un moviment de pànic. Alguns fugitius es van llançar a tots els vaixells disponibles i van salpar8. Wieland va tornar llavors a la ciutat i es va tancar dins del castell amb les seves tropes
Els Vendeus apareixen llavors i s'apoderen de la ciutat sense trobar cap resistència. Impressionat pel nombre dels seus adversaris, un destacament d'un centenar de voluntaris del 5è Batalló del Canal amb dos canons va fugir sense lluitar. Els vendens van saquejar les botigues i les cases dels patriotes i segons les memòries de François Piet, els pacients republicans trobats a l'hospital de Noirmoutier van ser massacrats.
Envoltat al castell, sense reserves d'aliments i municions, el comandant Wieland va capitular. Segons Le Bouvier-Desmortiers, Charette imposa una rendició de sis punts. Els republicans rendeixen l'illa i entren les seves armes, canons i vaixells. La guarnició és presonera de guerra i està tancada al castell. Wieland dona el seu sabre a Charette, que li retorna.